# Filmografia de June Haver

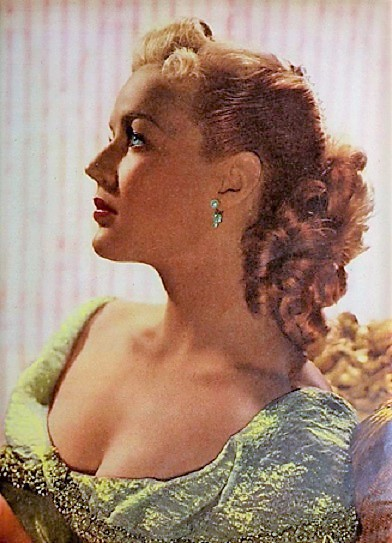
June Haver em 1952.

Esta página é sobre a filmografia de June Haver, uma atriz e cantora estadunidense.
Depois de aparecer em produções musicais locais, Haver juntou-se a 20th Century Fox em 1942, no ano seguinte ela apareceu em Entre a Loura e a Morena de Busby Berkeley. Era uma parte não credenciada, mas um começo no mundo do cinema, no entanto. Seu filme seguinte com a Fox foi Amor Juvenil (1944). Mas foi em Olhos Travessos (1944) que ela conseguiu mostrar seu talento como atriz.
Em 1945, Haver apareceu em Fantasia de Amor (1945) ao lado do futuro marido, Fred MacMurray, eles se casaram em 1954. Mas provavelmente, seu filme mais memorável foi As Irmãs Dolly (1945) com Betty Grable. No ano seguinte, ela apareceu em Precisa-se de Maridos e Desperte e Sonhe. Depois de apenas um filme em 1947, Haver reapareceu no ano seguinte em Torrentes de Ódio (1948). Este foi uma das primeiras aparições de Marilyn Monroe no cinema.
Em 1949, Haver apareceu em duas produções: Look for the Silver Lining e Bonequinha Linda. Depois juntou-se a Marilyn Monroe e William Lundigan no filme O Segredo das Viúvas (1951). Na época, era óbvio que Haver já estava sendo preparada para assumir o trono detido por Betty Grable na Fox.
No entanto, ela estava prestes a deixar a carreira de lado definitivamente. Após as filmagens de A Noiva de Papai (1953), Haver largou seu contato com o estúdio e abandonou a carreira de atriz. Ainda em 1952, após seu divórcio de Jimmy Zito, além da morte do seu noivo, ela se converteu ao Catolicismo romano e anunciou que iria virar freira. Chegou a entrar para o convento em 1953 mas por pouco tempo. Naquela época, Haver, reencontrou Fred MacMurray, um dos atores mais conservadores e abastados de Hollywood, e começaram a namorar. Eles se casaram em 28 de junho de 1954 e Haver continuou aposentada (suas últimas aparições foram no "The Lucy-Desi Comedy Hour" em 1958 e "Disneyland" de 1959) e acabou virando decoradora de interiores.

## Filmografia

### Filmes

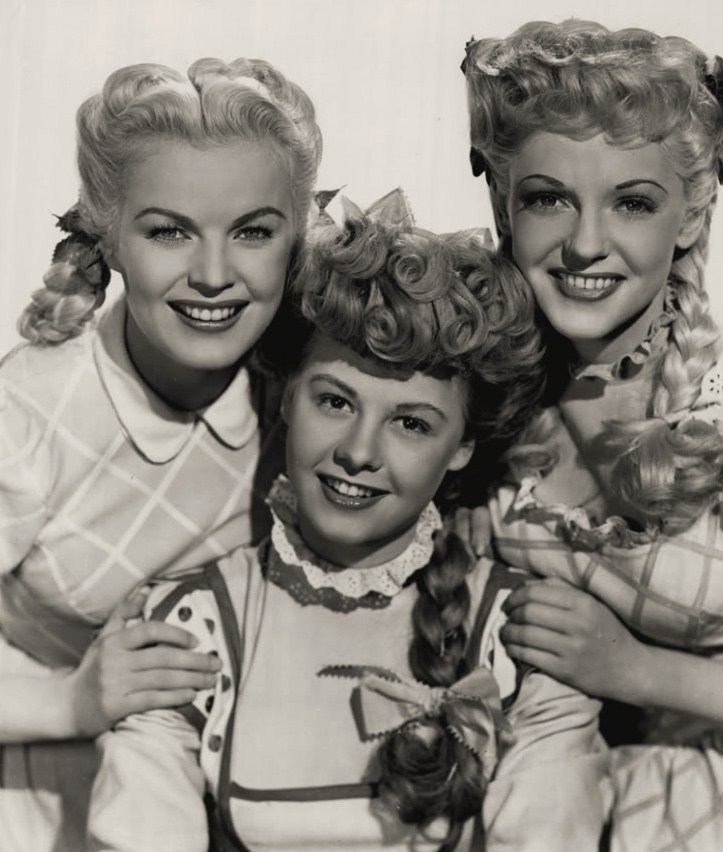
June Haver, Vera-Ellen, e Vivian Blaine em Three Little Girls in Blue (1946).

- The Gang's All Here (1943) - (não credenciado)
- Home in Indiana (1944) - 'Cri-Cri' Boole
- Irish Eyes Are Smiling (1944) - Mary 'Irish' O'Neill
- Something for the Boys (1944) - (não credenciado)
- Where Do We Go from Here? (1945) - Lucilla Powell / Gretchen / Indian
- The Dolly Sisters (1945) - Roszika 'Rosie' Dolly
- Three Little Girls in Blue (1946) - Pam Charters
- Wake Up and Dream (1946) - Jenny
- I Wonder Who's Kissing Her Now (1947) - Katie McCullem
- Scudda Hoo! Scudda Hay! (1948) - Rad McGill
- Look for the Silver Lining (1949) - Marilyn Miller
- Oh, You Beautiful Doll (1949) - Doris Fisher
- The Daughter of Rosie O'Grady (1950) - Patricia O'Grady
- I'll Get By (1950) - Liza Martin
- Love Nest (1951) - Connie Scott
- The Girl Next Door (1953) - Jeannie Laird

### Curta-metragens
- The All-Star Bond Rally (1945) - Ela mesma (Pinup Girl)
- A Star Is Born World Premiere(1954) - Ela mesma
- Hollywood Glamour on Ice (1957) - Ela mesma

### Televisão
- What's My Line? (1957-1959) - Ela mesma
- Disneyland '59 (1959) - Ela mesma
- The Steve Allen Show (1960) - Ela mesma
- Holiday Time at Disneyland (1962) - Ela mesma
- Fred Astaire Salutes the Fox Musicals (1974) - Ela mesma (telefilme)
- All-Star Party for Frank Sinatra (1983) - Ela mesma (telefilme)
- All-Star Party for 'Dutch' Reagan (1985) - Ela mesma (especial de TV)
- All-Star Party for Clint Eastwood (1986) - Ela mesma (especial de TV)
- The Child Help Benefit Special (1987) - Ela mesma
- The 11th Annual Women in Film Crystal Awards (1987) - Ela mesma (homenageada)
- Fred MacMurray: The Guy Next Door (1996) - Ela mesma
- The Annual Museum of Television and Radio Gala (1997) - Ela mesma
- Michael Jackson: 30th Anniversary Special (2001) - Ela mesma